# Pieriewołoki (rejon biezienczucki)
Pieriewołoki (ros. Переволоки) – wieś (sieło) w Rosji, w obwodzie samarskim, w rejonie biezienczuckim. W 2010 liczyła 502 mieszkańców.